# David Wolleber

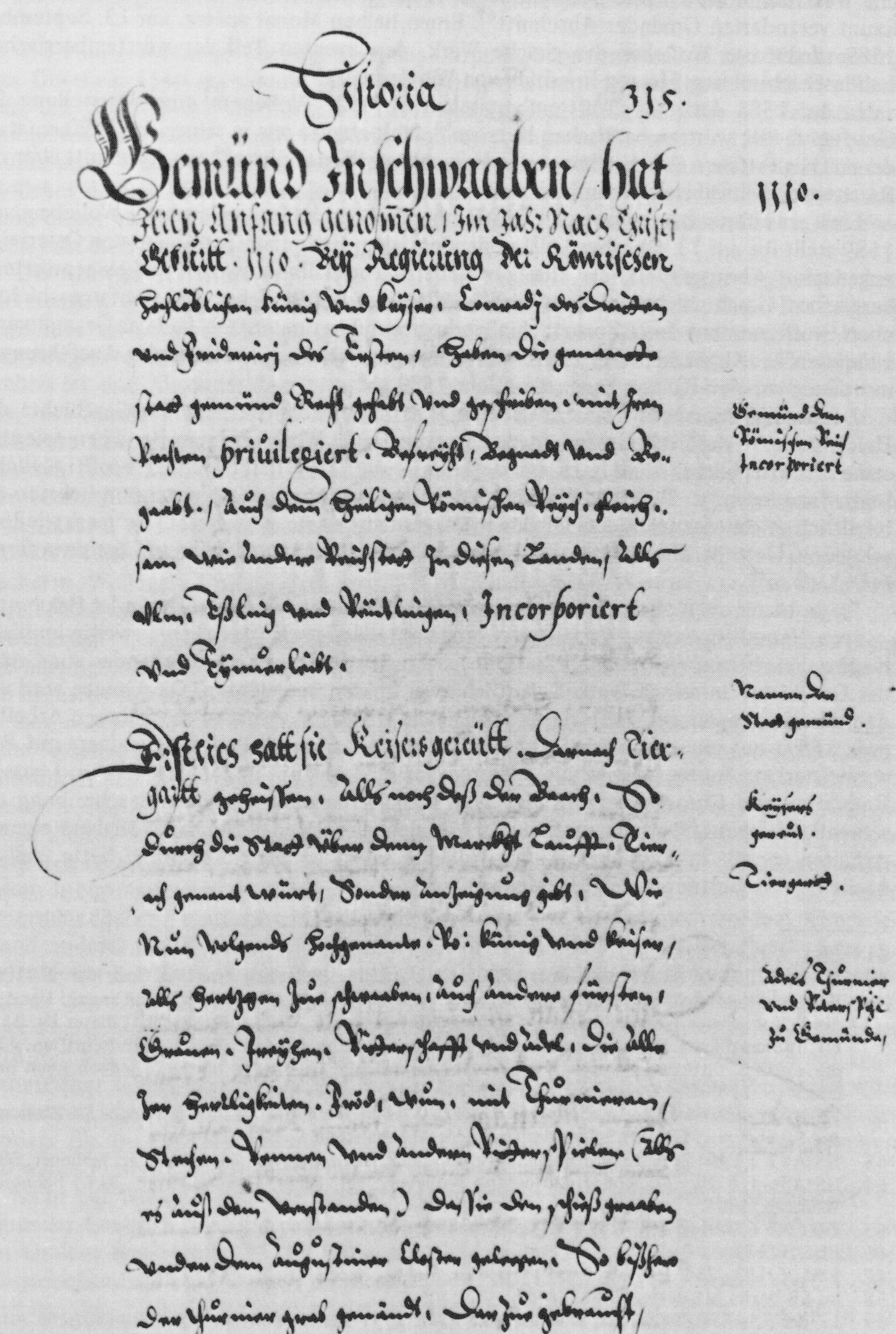
Autograph Wollebers, Schönschrift

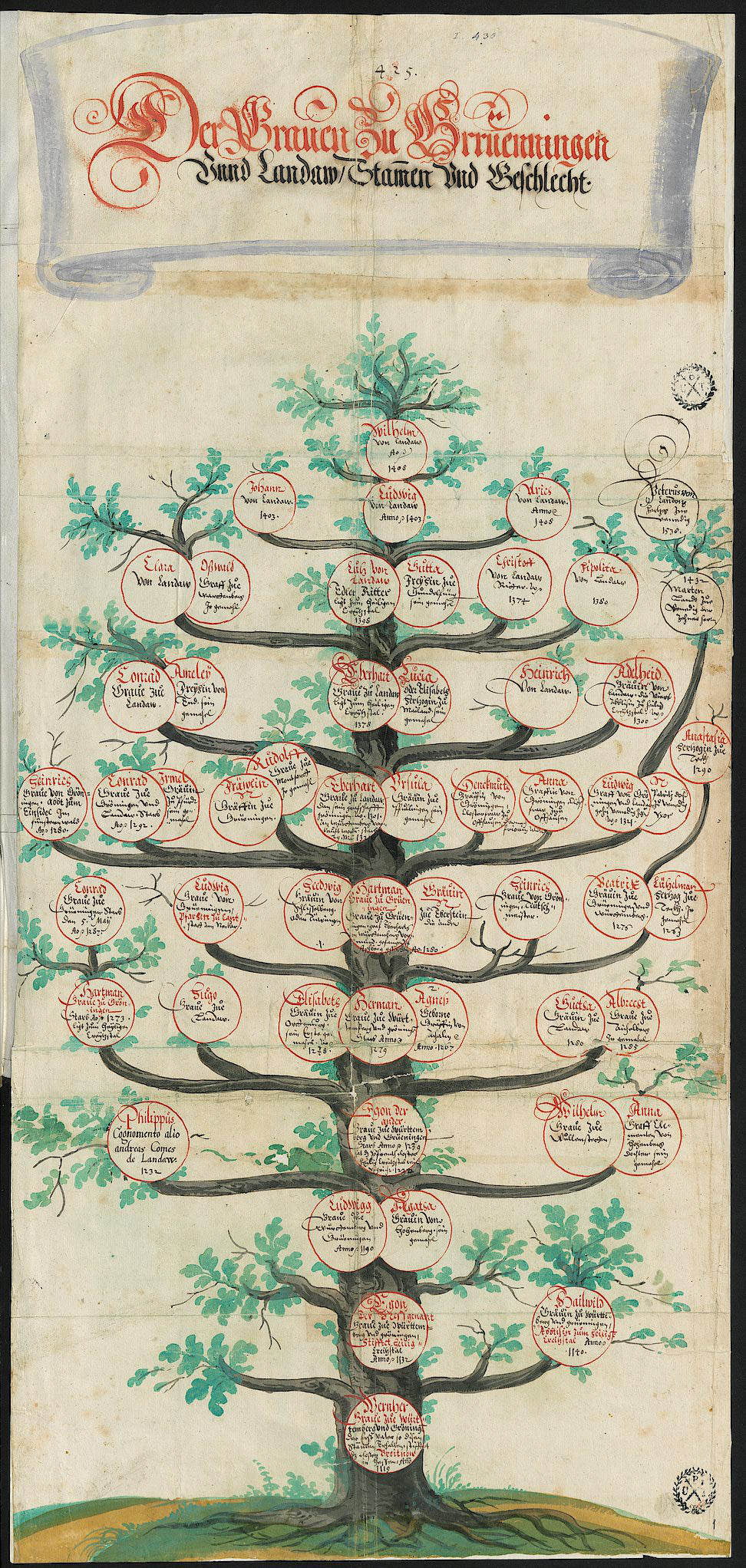
Wollebers Nachfahrentafeln waren wilde Mischungen aus Überlieferung und Mut zur Lücke

David Wolleber (getauft am 14. Dezember 1554 in Grunbach im Remstal; † 8. September 1597 bei Esslingen am Neckar) war ein in Weiler bei Schorndorf lebender württembergischer Chronist, der seinen Lebensunterhalt durch das Verfassen handschriftlicher Geschichtswerke bestritt, von denen noch etliche in deutschen Bibliotheken erhalten sind.

## Leben
Einer Familie der dörflichen Ehrbarkeit entstammend, wandte sich der körperlich behinderte Wolleber dem Schreiberberuf zu. Sieben Jahre war er in der Verwaltung des Amts Schorndorf tätig. Er vertrat als Winkeladvokat kleine Leute und kam so in Konflikt mit der Obrigkeit.
In einer Zeit, als die Archive noch sehr geheim (Arcana) waren, wurden Geschichtswerke, die von Laien verfasst wurden, argwöhnisch von den etablierten Historikern beäugt. Als er 1591 eine Beschreibung Württembergs dem Erzherzog Ferdinand von Österreich widmete, wurde er verhaftet, seine Materialien beschlagnahmt und von den beiden herzoglichen Räten Georg Gadner und Oswald Gabelkover, selbst Chronisten, verhört. Ihr Urteil fiel negativ aus, sie verachteten den Dilettanten. 1594/1595 bekam er erneut Probleme mit der Obrigkeit aufgrund der Abfassung von Bittschriften (Supplikationen). Wolleber musste aus dem Land fliehen und fand nirgends eine Anstellung. Zu unstetem Wanderleben gezwungen, wurde er 1597 Opfer eines Raubmords, der Täter wurde 1601 gefasst.
Der Historicus (Selbstbezeichnung) verfasste ab etwa 1574 Chroniken, wobei er sich um eine breite Materialbasis und eine gefällige Darstellung bemühte. Es sind unkritische Kompilationen, denen aber ab und zu auch professionelle Historiker gern Details entnahmen. Neben seinem Advokatentum stellten diese Werke seine wichtigste Einnahmequelle dar. Er widmete die oft aufwändig von Malern illustrierten Handschriften Obrigkeiten mit der Hoffnung auf ein Geldgeschenk.
Von Wolleber existieren zahlreiche eigenhändige Chronikhandschriften zur Geschichte Württembergs (Landbücher und historische Beschreibungen), zur Geschichte der Staufer, des Hauses Habsburg, der Zähringer (er widmete diese Bände Freiburg im Breisgau und anderen Städten), Würzburgs und der Stadt Rothenburg ob der Tauber.
An Wolleber erinnert in Weiler/Rems die David-Wolleber-Straße.